# Schronisko na Rozdrożu Izerskim
Schronisko na Rozdrożu Izerskim (Ludwigsbaude, Leśna Chata) – nieistniejące obecnie schronisko turystyczne, położone na wys. 767 m n.p.m. na polanie Rozdroże Izerskie w Górach Izerskich.
Pierwszym obiektem na polanie, służącym do obsługi ruchu turystycznego była wypożyczalnia koni wierzchowych oraz stacja tragarzy lektyk, powstała około 1888 roku. Budynek ten spłonął w 1911 roku, a na jego miejscu w rok później wybudowano schronisko Ludwigsbaude. W momencie otwarcia obiekt oferował 20 łóżek.

Podczas II wojny światowej przy budynku istniał obóz pracy, należący do Służby Pracy Rzeszy (RAD) lub Hitlerjugend. Po włączeniu tych terenów do Polski obiekt początkowo przywrócono do ruchu turystycznego. W 1948 roku schronisko było prowadzone przez Polskie Towarzystwo Tatrzańskie i oferowało 80 miejsc noclegowych.

W latach 50. XX wieku budynek przekształcono w prewentorium dziecięce (oddział Specjalistycznego Zespołu Gruźlicy i Chorób Płuc Dzieci w Karpaczu), a następnie w ośrodek kolonijno-wczasowwy. W 1979 roku w budynku Piotr Łazarkiewicz nakręcił etiudę pt. Dom na rozdrożu.  W 1982 roku obiekt przeszedł pod zarząd Lasów Państwowych i do 1992 roku służył jako hotel dla drwali i wojska. Ostatecznie, w 2008 roku budynek został sprzedany prywatnemu inwestorowi, który w 2013 roku dokonał jego rozbiórki.